# Къро
„Къро“ е квартал на град София, България, разположен в район „Младост“ (с малка част в район „Искър“), на 5,8 километра югоизточно от центъра на града.
Разположен е между булевардите „Цариградско шосе“, „Асен Йорданов“, „Професор Цветан Лазаров“ и „Христофор Колумб“. Граничи с промишлената зона „Слатина“ и квартал „Дружба“ на североизток, „7-и – 11-и километър“ на югоизток, „Полигона“ и „Младост 1“ на югозапад и „Гео Милев“ на северозапад.

## Улици и произход на имената им
| Път                           | Наречен на                                              | Местоположение |
| ----------------------------- | ------------------------------------------------------- | -------------- |
| „Асен Йорданов“               | Асен Йорданов (1896 – 1967), инженер                    | Карта          |
| „Боян Дамянов“                | Боян Дамянов (1873 – 1943), финансист                   | Карта          |
| „Брюксел“                     | Брюксел, град в Белгия                                  | Карта          |
| „Ген. Йордан Венедиков“       | Йордан Венедиков (1871 – 1957), генерал                 | Карта          |
| „Йозеф Мургаш“                | Йозеф Мургаш (1864 – 1929), словашки изобретател        | Карта          |
| „Капитан Димитър Списаревски“ | Димитър Списаревски (1916 – 1943), авиатор              | Карта          |
| „Михаил Тенев“                | Михаил Тенев (1856 – 1943), политик                     | Карта          |
| „Посланик Джеймс Пардю“       | Джеймс Пардю (1944 – 2021), американски дипломат        | Карта          |
| „Проф. Петър Мутафчиев“       | Петър Мутафчиев (1883 – 1943), историк                  | Карта          |
| „Професор Цветан Лазаров“     | Цветан Лазаров (1896 – 1961), инженер                   | Карта          |
| „Христофор Колумб“            | Христофор Колумб (1451 – 1506), италиански мореплавател | Карта          |
| „Цариградско шосе“            | Истанбул, град в Турция                                 | Карта          |